# Metaplàsia escatosa

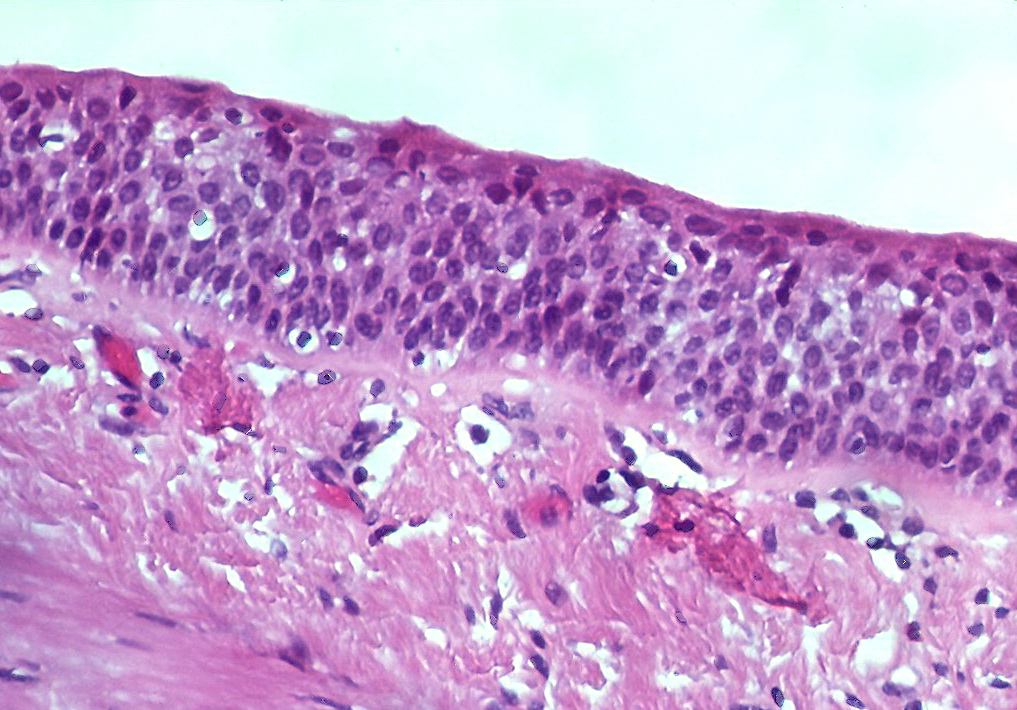
Metaplàsia escatosa en un bronqui

La metaplàsia escatosa és un canvi benigne (metaplàsia) de les cèl·lules que revesteixen la superfície (epiteli) a una morfologia escatosa.

## Ubicació
Els llocs comuns de metaplàsia escatosa inclouen la bufeta i en l'endocèrvix del coll de l'úter. Els fumadors solen presentar metaplàsia escatosa als revestiments de les seves vies respiratòries. Aquests canvis no signifiquen una malaltia específica, sinó que solen representar la resposta del cos a l'estrès o la irritació. La deficiència de vitamina A o la sobredosi també poden provocar metaplàsia escatosa.